# Tartúsz

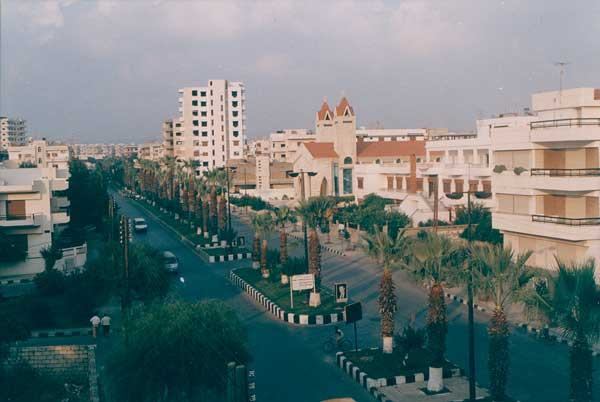
A Hamrat utca

Tartúsz (arabul: طرطوس Tartous) város Szíriában, Tartus Kormányzóságban. A város egykor Antaradus, vagy latinul Antartus, a keresztesek idején Tortosa néven volt ismert. Tartúsz Szíria második legfontosabb kikötővárosa, Latakia után. A Tartúszi kikötőben a szír kormány engedélyével üzemelő, orosz katonai támaszpont található, 2015 óta.

## Fekvése
Damaszkusztól 220 km-re északnyugatra fekvő település.

## Története
Tartúsz (Tartus) története a Kr. e. 2. évezredre nyúlik vissza. A várost a föníciaiak ekkor alapították az ókori forrásokban Árpád, Arphad, Aradosz, ma Arvád nevű szigetükkel szemben. A kolónia klasszikus neve Antaradosz (a görög Anti-Aradosz, Arváddal szemközti szóból). Antaradus a rómaiak idején már túlnőtte anyaszigetét.
A település a keresztes háborúk idején a Tortosa nevet kapta. A várost megszálló keresztesek több jelentős építménnyel is gazdagították. A legszebb a román-gót stílusban épült Notre Dame katedrális, mely ma múzeum. A múzeumban Ugaritból való edényeket, írástáblákat, Tell Kazelból pecséteket, agyagvázákat, a szomszédos Amrít romterületéről pedig az i. e. 4. századból származó bronzszobrocskákat, madárfejeket, valamint római korból származó emlékeket őriznek.

## Nevezetességek
- Notre Dame de Tortose katedrális - a 12. - 13. században épült. Ma múzeum.
- Óváros (a citadella külső és belső falai, várárok, a kápolna, az öregtorony és a nagyterem maradványai) – jórészt romos és lakott állapotban.

## Fordítás
- Ez a szócikk részben vagy egészben  a   Tartus című angol Wikipédia-szócikk fordításán alapul.  Az eredeti cikk szerkesztőit annak laptörténete sorolja fel. Ez a jelzés csupán a megfogalmazás eredetét és a szerzői jogokat jelzi, nem szolgál a cikkben szereplő információk forrásmegjelöléseként.